# Loxostege bilinea
Loxostege bilinea là một loài bướm đêm trong họ Crambidae.